# Biblioteca Pública Edgewater
La biblioteca Pública Edgewater está situada en la 48 Hudson Avenue, en Edgewater, Nueva Jersey, Estados Unidos. Sirviendo a una población de 7677 personas, la biblioteca en 2011 incluyó una colección de 20 402 volúmenes. 
El edificio es uno de treinta y seis bibliotecas de Nueva Jersey, construida con una donación de 15 000 dólares hecha el 16 de marzo de 1915 por la Corporación Carnegie y se inauguró en 1916. En 2009, la biblioteca fue inscrita en los registros estatales y nacional de lugares históricos de Nueva Jersey.

## Patrimonio
Se encuentra inscrita en el Registro Nacional de Lugares Históricos como un lugar histórico de importancia local desde 1984.